# Coalfield (Tennessee)
Coalfield es un lugar designado por el censo ubicado en el condado de Morgan en el estado estadounidense de Tennessee. En el Censo de 2010 tenía una población de 2.463 habitantes y una densidad poblacional de 38,46 personas por km².

## Geografía
Coalfield se encuentra ubicado en las coordenadas 36°1′22″N 84°26′33″O / 36.02278, -84.44250. Según la Oficina del Censo de los Estados Unidos, Coalfield tiene una superficie total de 64,04 km², de la cual 64,04 km² corresponden a tierra firme y (0%) 0 km² es agua.

## Demografía
Según el censo de 2010, había 2.463 personas residiendo en Coalfield. La densidad de población era de 38,46 hab./km². De los 2.463 habitantes, Coalfield estaba compuesto por el 98,09% blancos, el 0,08% eran afroamericanos, el 0,16% eran amerindios, el 0,08% eran asiáticos, el 0,04% eran isleños del Pacífico, el 0% eran de otras razas y el 1,54% pertenecían a dos o más razas. Del total de la población el 0,32% eran hispanos o latinos de cualquier raza.